# Jardin Pierre-de-Montreuil

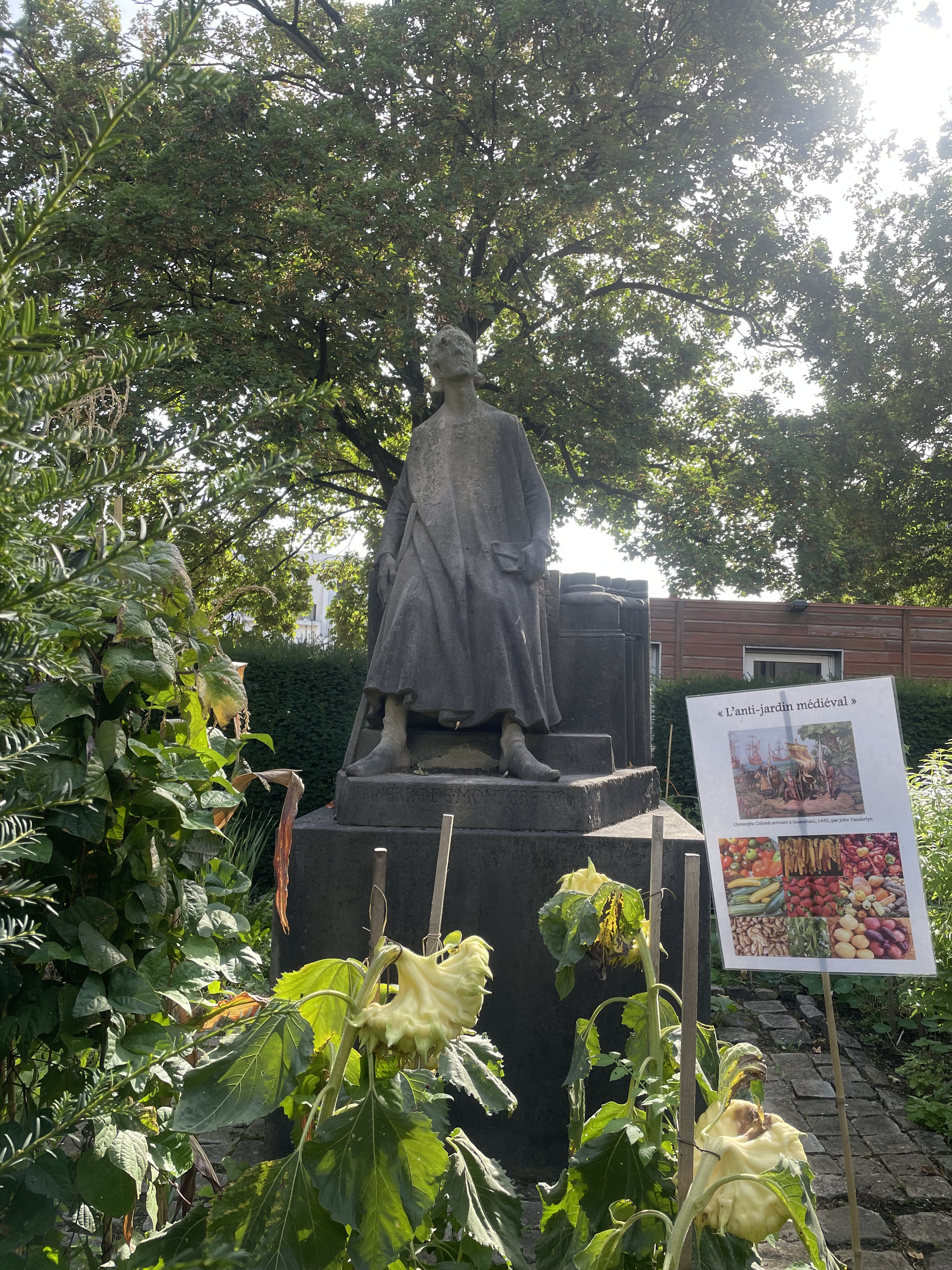
Statue de Pierre de Montreuil dans le jardin.

Le jardin Pierre-de-Montreuil est un espace vert situé à Saint-Denis (Seine-Saint-Denis).
Le jardin se trouve entre la basilique Saint-Denis et le centre administratif de l'hôtel de ville de Saint-Denis. Sa partie publique est accessible par la place Victor-Hugo et par l'allée des Six-Chapelles, deux voies essentiellement piétonnes. 
Sa partie Est n'est pas accessible au public. Dite aussi « jardin médiéval », cette partie abrite des ateliers de restauration (forge, atelier de taille de pierre). Au milieu de jardin de plantes aromatiques se trouve une sculpture en pierre d'Henri Bouchard de 1908 représentant Pierre de Montreuil assis, tenant une règle d'architecte, et regardant vers le ciel, ou plutôt vers son œuvre, la cathédrale Notre-Dame de Paris. Cette sculpture se trouvait à l'origine sur côté sud des jardins de Notre-Dame, avant d'être déplacée à Saint-Denis.
Le jardin est porte le nom de l'architecte Pierre de Montreuil (vers 1200 - 1267). Le jardin est classé au titre des monuments historiques par arrêté du 19 août 1926.